# Classe I (cacciatorpediniere 1936)
La classe I è stata una classe di otto cacciatorpediniere più un capoflottiglia della Royal Navy britannica ordinata nel programma navale del 1935, impostata nel 1936 e completata tra il 1937 ed il 1938. Quattro navi simili vennero ordinate dalla marina militare turca portando il numero totale a 13, due delle quali vennero acquistate per essere utilizzate dalla Royal Navy durante la seconda guerra mondiale. Durante il conflitto sei unità della classe vennero affondate e una settima eliminata dal servizio a causa di gravi danni strutturali riportati.

## Progetto

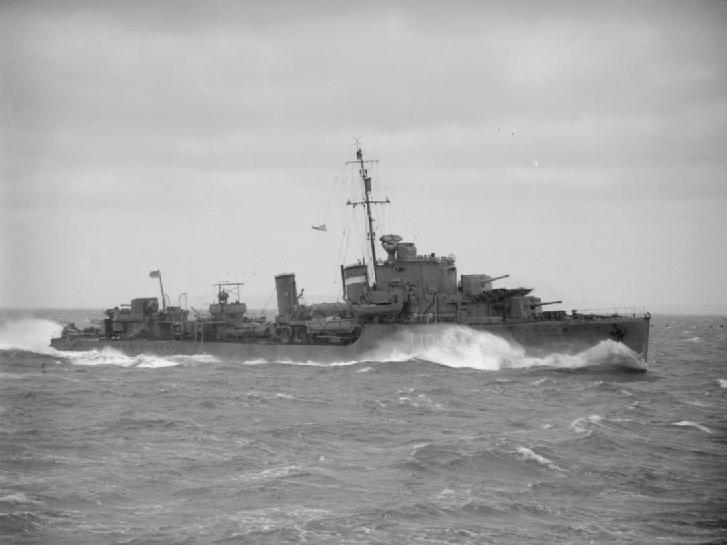
LIntrepid in navigazione nel 1942

Le unità della classe erano a grandi linee una ripetizione delle precedenti classe H, eccetto per il numero dei lanciasiluri, aumentato da 8 a 10 in due gruppi da 5. Era anche prevista una nuova disposizione del ponte di comando e della timoneria, come già sperimentato sulle precedenti Hero e Hereward. La capoflottiglia Inglefield non ebbe queste modifiche, ricevendo invece un albero a tripode più alto di quelli singoli installati sulle navi della classe. L'aggiunta di peso dovuta ai tubi lanciasiluri e alla contemporanea presenza delle cariche di profondità e delle attrezzature dragamine (in precedenza era installata solo una delle due configurazioni) su scafi uguali alle classe H portò ad una perdita di stabilità che rese necessario zavorrare le unità quando il livello di carburante e scorte scendevano sotto un certo livello.
Tutte le navi, dotate di cariche di profondità e utilizzabili come dragamine, vennero equipaggiate con il sistema Asdic per la lotta antisommergibile. Era anche possibile utilizzare le unità con compiti di posa di campi minati. Le quattro navi che servirono in questo ruolo videro rimossi i pezzi A ed Y oltre ai tubi lanciasiluri e alle attrezzature per il dragaggio delle mine, riuscendo cos' ad imbarcare fino a 60 mine.
Le unità costruite per la marina turca erano in tutto simili alle controparti inglesi, avendo come unica differenza due tubi lanciasiluri in meno per un totale di 8, in due impianti quadrupli.

## Modifiche
Dall'inizio della seconda guerra mondiale le unità vennero sottoposte ad una serie di modifiche, tra cui la sostituzione dell'installazione di tubi lanciasiluri più arretrata con un singolo cannone da 76 mm antiaereo. Il fumaiolo poppiero e l'albero vennero ribassati per aumentare il campo utile dell'arma. Due cannoni da 20 mm antiaerei Oerlikon vennero installati ai lati del ponte di comando. Il Radar Type 286 per l'individuazione di superficie venne installato non appena divenne disponibile, mentre le poco efficaci mitragliere da 12,7 mm vennero sostituite con altre installazioni Oerlikon. Il tubo lanciasiluri centrale venne eliminato dall'installazione per diminuire il dislocamento totale.
L'Icarus perdette il cannone Y per imbarcare fino a 110 cariche di profondità e i relativi lanciatori. Le unità sopravvissute ricevettero un ulteriore paio di cannoni antiaerei Oerlikon installati a fianco alla luce di ricerca. Il cannone da 76 mm venne eliminato per aumentare ulteriormente le cariche di profondità stivabili. In alcune unità il cannone A venne rimpiazzato con un lanciatore Hedgehog per la lotta antisommergibile, ma pare che questa modifica venne eliminata in un momento successivo. La Ilex, l'Intrepid, l'Impulsive e la Isis subirono la rimozione del cannone B, sostituito da due cannoni da 57 mm Mark I e da un lanciatore Hedgehog per rispondere alla minaccia delle S-Boot.

## Navi
| Pennant number | Nome        | Costruttori                             | Impostazione     | Varo             | Entrata in servizio | Fine |
| -------------- | ----------- | --------------------------------------- | ---------------- | ---------------- | ------------------- | --- |
| D03            | Icarus †    | John Brown & Company, Clydebank         | 9 marzo 1936     | 26 novembre 1936 | 3 maggio 1937       | Venduta per essere demolita il 29 ottobre 1946 |
| D61            | Ilex        | John Brown                              | 9 marzo 1936     | 28 gennaio 1937  | 7 luglio 1937       | Venduta per essere demolita in Sicilia nel 1948 |
| D44            | Imogen      | Hawthorn Leslie & Company, Hebburn      | 18 gennaio 1936  | 30 ottobre 1936  | 2 giugno 1937       | Affondata dopo una collisione con l'incrociatore Glasgow il 16 luglio 1940 |
| D09            | Imperial    | Hawthorn Leslie                         | 29 gennaio 1936  | 11 dicembre 1936 | 30 giugno 1937      | Gravemente danneggiata da un attacco aereo di due Savoia-Marchetti S.M.84 al comando del Tenente Giovanni Ghinazzi della 205ª Squadriglia da bombardamento il 28 maggio 1941 nella battaglia di Creta, silurata in giorno dopo dal cacciatorpediniere Hotspur |
| D11            | Impulsive † | J. Samuel White, Cowes                  | 9 marzo 1936     | 1º marzo 1936    | 29 gennaio 1938     | Venduta per essere demolita il 22 gennaio 1946 |
| D02            | Inglefield  | Cammell Laird & Company, Birkenhead     | 29 aprile 1936   | 15 ottobre 1936  | 25 giugno 1937      | Affondata da un missile filoguidato al largo di Anzio il 25 febbraio 1944 |
| D10            | Intrepid †  | John I. Thornycroft & Company, Woolston | 6 gennaio 1936   | 17 dicembre 1936 | 29 luglio 1937      | Affondata da bombardieri Ju 88 al largo di Leros il 26 settembre 1943 |
| D87            | Isis        | Yarrow & Company, Scotstoun             | 5 febbraio 1936  | 12 dicembre 1936 | 2 giugno 1937       | Affondato da una mina al largo della Normandia il 20 luglio 1944 |
| D16            | Ivanhoe †   | Yarrow                                  | 12 febbraio 1936 | 11 febbraio 1937 | 24 agosto 1937      | Affondato da una mina al largo Texel il 1º settembre 1940 |

† = Utilizzati come posamine

### Navi turche
Nel 1938 la Türk Deniz Kuvvetleri ordinò quattro navi costruite sullo stesso progetto della classe I. Allo scoppio della guerra, due vennero acquistate dalla Gran Bretagna, mentre altre due vennero consegnate alla Turchia nel 1942 come Sultanhisar e Demirhisar.
| Pennant number | Nome                      | Costruttori                           | Impostazione   | Varo             | Completamento   | Fine |
| -------------- | ------------------------- | ------------------------------------- | -------------- | ---------------- | --------------- | --- |
| H49            | Inconstant (ex- Muavenet) | Vickers Armstrongs, Barrow-in-Furness | 24 maggio 1939 | 24 febbraio 1941 | 24 gennaio 1942 | Acquistata il 14 novembre 1941, ceduta alla Turchia il 9 marzo 1946, venduta per essere demolita nel 1960                                                                              |
| H05            | Ithuriel (ex- Gayret)     | Vickers Armstrongs                    | 24 maggio 1939 | 15 dicembre 1940 | 3 marzo 1942    | Danneggiata gravemente in un attacco aereo nei pressi di Annaba il 28 novembre 1942 e arenata. Dichiarata non riparabile il 27 febbraio. Venduta per essere demolita il 25 agosto 1945 |
| -              | Sultanhisar               | William Denny & Brothers, Dumbarton   | 1939           | 1941             | 1942            | Consegnata alla Turchia nel 1942, in disarmo nel 1960 |
| -              | Demirhisar                | Denny                                 | 1939           | 1941             | 1942            | Consegnata alla Turchia nel 1942, in disarmo nel 1960 |